# Flashback Media Group
Flashback Media Group AB  är ett medieföretag som bland annat ger ut en tidning, men som på senare tid är mest kända för det diskussionsforum man startade i maj 2000. Tidningen och webbplatsen uppger sig vara åsiktsneutral samt religiöst- och partipolitiskt obundet. VD och grundare för Flashback Media Group är Jan Axelsson.

## Historik
Den första tidningen med namnet Flashback gavs ut 25 februari 1993 men har sina rötter i tidigare publiceringar av Jan Axelsson. Grunderna till Flashback går tillbaka till 25 februari 1983 med grundandet av fanzinet Dead or Alive.
Flashback startade som webbplats i juni 1995, och samtidigt startades nyhetsbrevet Flashback News Agency (FNA).
Flashback Media Group AB och forumets grundare, Jan Axelsson, har i olika omgångar fått sin sida nedstängd och tilldelades 2003 ett vite på 400 000 kronor vardera, samt tvingades betala rättegångskostnader på närmare en kvarts miljon kronor efter att sajten hade reklam för en hemsida där man kunde diskutera piratkort. Efter denna incident så är man extremt noga med att moderatorerna raderar allt som har med piratkort, illegal streaming och liknande att göra.
I oktober 2010 lanserade Flashback Media Group AB webbplatsen Travel Forum, som idag är en av Sveriges största resesidor.
Flashback Media Group AB äger sedan 2004 Sexnovell.se, där användarna kan publicera erotiska noveller. Sexnovell.se är Sveriges största erotiska litteratursida, med omkring 20 000 erotiska noveller. Sidan har hyllats i bland annat Aftonbladet, Expressen, Dagens Nyheter och Veckorevyn, då den till skillnad mot andra erotiska novellsidor inte publicerar pornografiska bilder.

## Flashback forum
Flashback startade i maj 2000 ett diskussionsforum. Efter en rättegång vid Marknadsdomstolen 2002 förbjöds Flashback Media Group och Jan Axelsson att driva diskussionsforum i Sverige. Forumet stängdes ned i Sverige den 15 december 2002.
Sedan den 15 juni 2003 finns forumet på nätet igen, men drivs numera från utlandet. Mellan 2003 och 2010 från Storbritannien av Flashback Enterprises Ltd, och sedan den 23 januari 2010 från New York av Flashback International Inc.
Flashback Enterprises Ltd och Flashback International Inc är två fristående företag, och är varken dotterbolag eller moderbolag till Flashback Media Group AB.
Flashback Forum var 2017 Sveriges största diskussionsforum.

## Anonymitetstjänst
Flashback erbjuder en VPN-tjänst i samarbete med Netbouncer AB, ett svenskt företag som även driver VPN-tjänsten AzireVPN.